# Moskalivka, Letîciv
Moskalivka (în ucraineană Москалівка) este un sat în comuna Ialînivka din raionul Letîciv, regiunea Hmelnîțkîi, Ucraina.

## Demografie
Componența lingvistică a localității Moskalivka
     Ucraineană (100%)
Conform recensământului din 2001, toată populația localității Moskalivka era vorbitoare de ucraineană (100%).